# Vójega
Vójega (en rus: Вожега) és un poble (un possiólok) de l'óblast de Vólogda, a Rússia, que el 2017 tenia 6.156 habitants. És la seu administrativa del districte homònim.

## Pobles del districte de Vójega
Abaturikha